# Musaranya nana americana
La musaranya nana americana (Sorex nanus) és una espècie de mamífer de la família de les musaranyes (Soricidae) endèmica dels Estats Units, on viu a Arizona, Colorado, Montana, Nebraska, Nou Mèxic, Dakota del Sud, Utah i Wyoming.
El tipus nomenclatural s'ha identificat al parc Estes, al comtat de Larimer (Colorado) als Estats Units d'Amèrica.